# Opel Ampera
L'Ampera est le premier véhicule à autonomie étendue (E-REV ou Extended Range Electric Vehicle) commercialisé en Europe par le constructeur automobile allemand Opel depuis la fin 2011. Elle a remporté le trophée européen de la voiture de l'année en 2012. Ce fut un énorme échec commercial[réf. nécessaire].

## Histoire
Elle est construite à Détroit par General Motors, dérivée de la Chevrolet Volt partageant la même mécanique.
Elle peut fonctionner en tout électrique pendant environ 60 à 80 km (environ 175 Wh/km) après recharge complète sur le secteur. En effet, seuls 10,4 kWh sont utilisables sur la batterie de 16 kWh : elle n'est jamais complètement chargée, ni complètement déchargée. Le moteur thermique, 4 ECOTEC de 63 kW (86 ch), prend ensuite le relais pour produire de l'électricité, piloté par l'ordinateur de bord, lui faisant varier son régime en fonction des besoins de recharge de la batterie, et n'est utilisé qu'en générateur de courant et non comme force propulsive directe, comme sur un véhicule hybride classique. Il permet d'augmenter l'autonomie d'environ 500 km avant de refaire le plein d'essence (réservoir de 35 litres) permettant la poursuite du voyage.
L'Opel Ampera peut se recharger sur le réseau électrique domestique via une prise de 230 V / 16 A en 4 heures.
L'Opel Ampera est alimentée par un bloc de batteries lithium-ion composé de 288 cellules lithium-ion et est capable de stocker entre 16 et 17,1 kWh selon l'année de production. Selon les années-modèles, entre 10,4 et 12 kWh sont utilisables : 10,4 kWh pour les modèles 2012, 10,9 kWh pour les modèles 2013, 11,4 kWh pour les modèles 2014 et 12 kWh pour les modèles 2015.

### Technique
La technique de la voiture est identique à celle de la Chevrolet Volt.

## Ampera-e

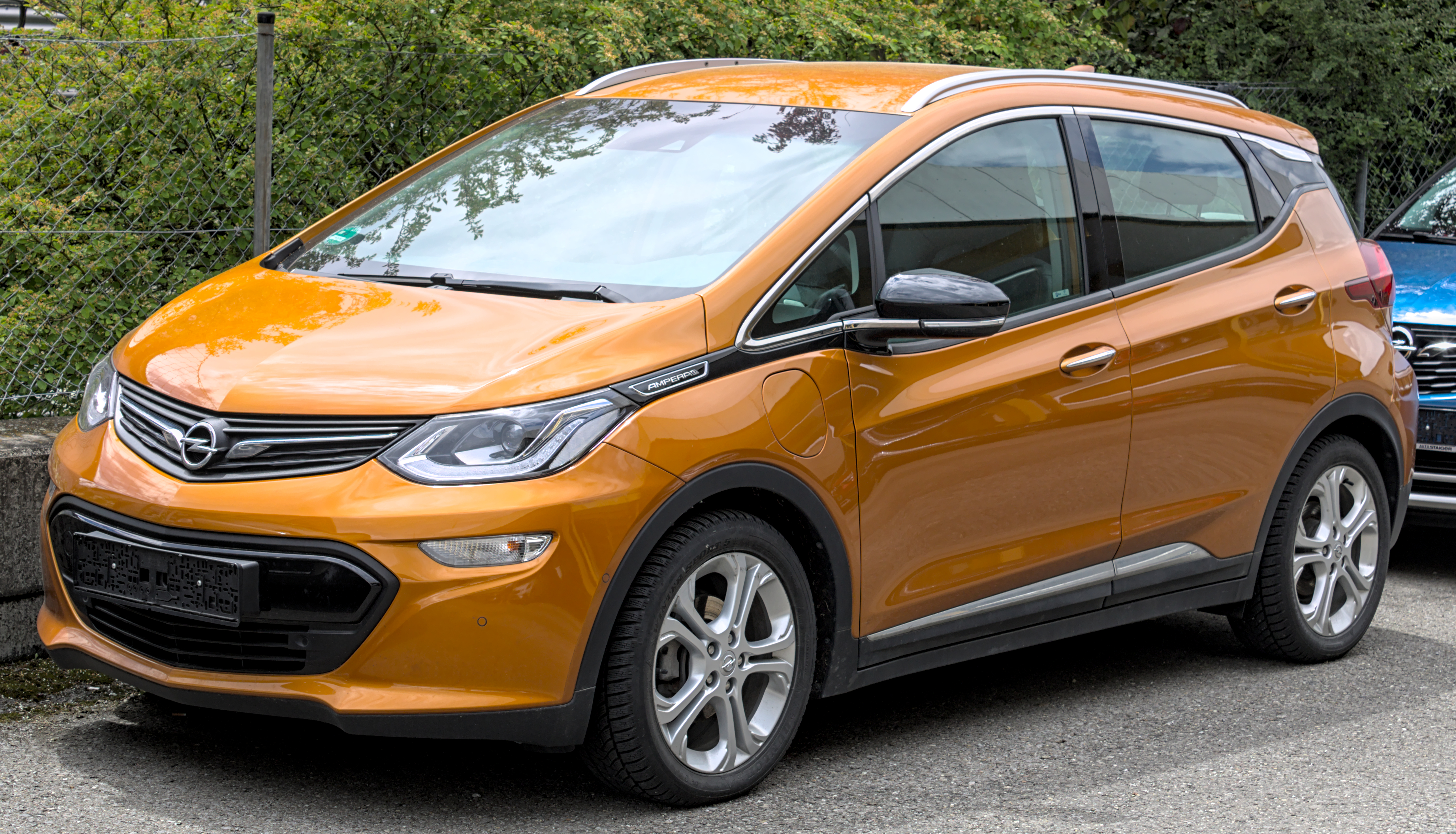
Opel Ampera-e

Le 11 février 2016, Opel dévoile les premières photos officielles de la version Opel de la Chevrolet Bolt, qui sera commercialisée en Europe. Elle est présentée au Mondial de Paris 2016, elle s’appellera Ampera-E et elle devait être lancée au premier trimestre 2017. Elle n'a jamais été commercialisée en France. Elle succède à la première Ampera dont les importations ont été arrêtées en Europe au début de 2015.

## Ventes
Selon des sources en provenance d'Opel, les ventes en 2012 sont de 3 741 voitures en Europe, dont :
- France : 190
- Pays-Bas : 2 166
- Autriche : 166
- Suisse : 258
- Allemagne : 828
- Italie : 62
- Suède : 71

Au début de 2013, l'usine de production est arrêtée pendant quelque temps à cause du faible volume des ventes.